# Kvarnträsket (Överluleå socken, Norrbotten, 732585-177693)
Kvarnträsket är en sjö i Bodens kommun i Norrbotten och ingår i Altersundets huvudavrinningsområde. Sjön har en area på 0,781 kvadratkilometer och ligger 31,1 meter över havet.

## Delavrinningsområde
Kvarnträsket ingår i det delavrinningsområde (732512-177594) som SMHI kallar för Mynnar i Altersundet. Medelhöjden är 83 meter över havet och ytan är 15,51 kvadratkilometer. Det finns inga avrinningsområden uppströms utan avrinningsområdet är högsta punkten. Vattendraget som avvattnar avrinningsområdet har biflödesordning 2, vilket innebär att vattnet flödar genom totalt 2 vattendrag innan det når havet efter 33 kilometer. Avrinningsområdet består mestadels av skog (85 procent). Avrinningsområdet har 0,92 kvadratkilometer vattenytor vilket ger det en sjöprocent på 5,9 procent.